# Spaccalegna a vite

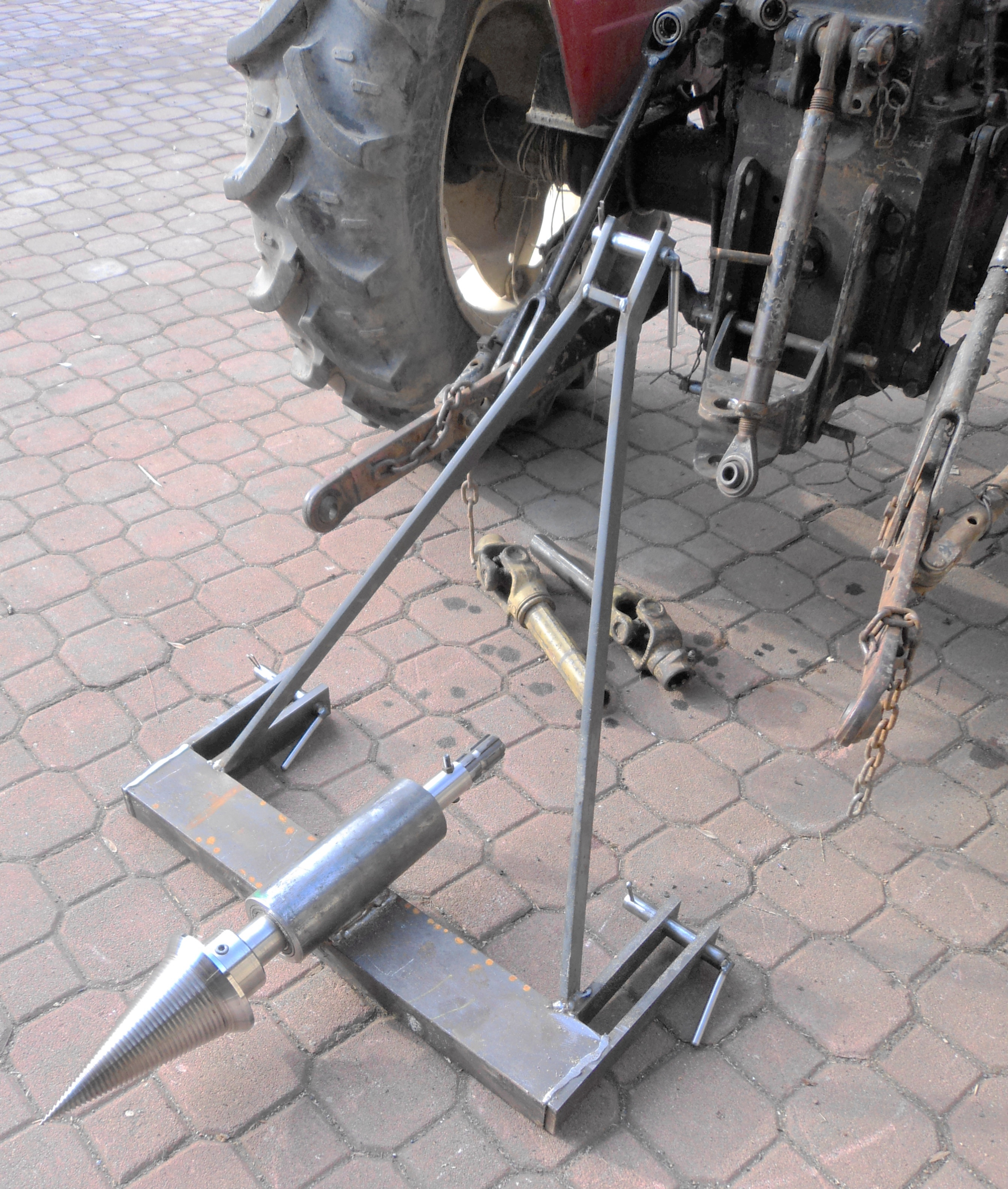
Spaccalegna a vite su trattore

Lo spaccalegna a vite è un macchinario che viene utilizzato per rompere in più parti un pezzo di legno pre-tagliato in sezioni. A differenza degli spaccalegna tradizionali, che presentano un funzionamento caratterizzato dal taglio tramite un doppio cuneo azionato da un cilindro idraulico, lo spaccalegna a vite utilizza un cono filettato azionato mediante un motore elettrico o un motore endotermico per rompere il pezzo di legno.

## Funzionamento
La filettatura presente sulla vite genera il movimento assiale necessario per far avvenire il taglio del legno, successivamente il profilo a cono funge da doppio cuneo provocando la rottura del pezzo. La forza che causa la rottura del pezzo dipende dal passo della vite e dall'angolo del cono.

## Tipologie costruttive e applicazioni
- Per il taglio del legno ad uso domestico, lo spaccalegna a vite può essere provvisto dei seguenti motori:
  - motore elettrico a 220 V da 2,5 CV: permette il taglio di pezzi di piccole dimensioni; per questo tipo di motore è fortemente consigliato l'inserimento di un riduttore poiché il cono deve girare tra i 200 e i 600 giri/min circa;
  - motore elettrico a 380 V: analogamente al motore da 220 V, permette il taglio di pezzi di legno comunque non eccessivamente grandi ed è fortemente consigliato l'inserimento di un riduttore poiché il cono deve girare tra i 200 e i 600 giri/min circa;
- Macchine agricole: costituisce l'utilizzo più significativo dello spaccalegna a vite in quanto permette, con un'attrezzatura di modeste dimensioni, di effettuare il primo taglio direttamente sul luogo dell'abbattimento dell'albero, sfruttando la presa di forza presente sul retro di ciascun trattore. Normalmente la vite spaccalegna è collegata ad un albero di trasmissione che viene inserito all'interno di un guscio protettivo con gli appositi cuscinetti. La struttura è quindi saldata su un supporto collegato al trattore mediante l'aggancio a tre punti. L'albero di trasmissione viene connesso al trattore tramite un giunto cardanico. In questo caso la dimensione del legno tagliabile varia a seconda della resistenza del legno e della potenza messa a disposizione dalla presa di forza.
- Escavatori: sfruttando la minima dimensione dell'attrezzatura da collegare al braccio dell'escavatore, si riescono ad effettuare rapide manovre di taglio. Il procedimento di taglio inoltre è differente in questo tipo di applicazione: nel caso di utilizzo della vite spaccalegna su escavatore, il pezzo di legno (che in questo caso può essere anche di notevoli dimensioni) è stabile a terra e l'escavatore penetra nel pezzo; nelle applicazioni su trattore o motori elettrici, la filettatura presente sulla vite spaccalegna attira verso di sé il pezzo di legno. La tipologia di taglio che si applica nell'escavatore quindi permette di sfruttare la forza che imprime alla vite spaccalegna il braccio della macchina rendendo il taglio più rapido.
- Motocoltivatore: basandosi sul minimo ingombro della strumentazione (es.: motocoltivatori BCS) questa applicazione permette il taglio della legna direttamente in loco. Il principale vantaggio è relativo alla flessibilità della macchina la quale può raggiungere punti inaccessibili per altri tipi di macchinari.

Altre applicazioni della vite spaccalegna prevedono l'aggancio a ruote di autoveicoli.

## Sistemi di sicurezza
I macchinari, ancora per lo più artigianali, che presentano questo tipo di attrezzatura sono dotati tipicamente di due sistemi di sicurezza:
- pulsante di sicurezza per l'arresto del motore elettrico;
- barra di bloccaggio del pezzo di legno che, soprattutto sui trattori, impedisce la rotazione del tronco durante il taglio.